# Motiv (Literatur)
Das Motiv (französisch motif „Beweggrund, Antrieb“; mittellateinisch motivum aus lateinisch movere „bewegen“, motus „Bewegung“) in der Literatur ist, der Malerei und der Musik entlehnt, ein erzählerischer Baustein, „eine kleinere stoffliche Einheit, die zwar noch nicht einen ganzen Plot, eine Fabel, umfasst, aber doch bereits ein inhaltliches, situationsmäßiges Element darstellt“.
Das Motiv ist von innerer (struktureller) Einheit, ohne jedoch eine Handlung oder einen Inhalt zu konkretisieren. „Es ist […] der elementare, keim- und kombinationsfähige Bestandteil eines Stoffes“, ist ein „Akkord“, ein „Handlungsansatz“, ohne an „feststehende Namen und Ereignisse gebunden […] zu sein“. So findet sich beispielsweise das Motiv der Feindesliebe von der Figur des biblischen Jesus bis in Werfels Roman Verdi, das des Verbrechens, das ans Licht kommt, von Sophokles’ Oedipus tyrannos über Hartmann von Aues Gregorius bis zu Dostojewskijs Schuld und Sühne, das des Mannes zwischen zwei Frauen von der Figur des Abraham bis zu Martin Walsers Figur des Gottlieb Zürn in Der Augenblick der Liebe oder das Motiv der feindlichen Brüder von den biblischen Figuren Kain und Abel über Romulus und Remus bis zu Schillers Die Räuber.
Die inhaltliche Grundform des Motivs kann dabei in der Regel schematisiert beschrieben werden, beispielsweise als Motiv der Dreiecksbeziehung, des unbekannten Heimkehrers oder des Doppelgängers bzw. der feindlichen Brüder. Gleiches gilt für das Typusmotiv, beispielsweise das des Einzelgängers, des Bohémiens usw., wie auch für das Raum- und Zeitmotiv, beispielsweise das der Ruine, des Wettlaufs mit der Zeit, des Unterweltbesuchs oder des Wiedererkennens (Anagnorisis) usw.

## Begriffsgeschichte
Der Motivbegriff entstammt der mittelalterlichen Gelehrtensprache, in der das Motiv einen intellektuellen Impuls oder eine Idee bzw. einen Einfall bezeichnet, der die Charakteristik oder Eigenschaften einer Rede prägt.
Im 18. Jahrhundert wird der Begriff zunehmend auf die musischen und bildenden Künste übertragen, zunächst im Bereich der Tonkunst als Bezeichnung für die kleinste melodische Einheit einer musikalischen Komposition. Gegen Ende des 18. Jahrhunderts wird der Motivbegriff ebenso in der Fachsprache der italienischen Malschulen verwendet für die Bezeichnung eines ornamentalen oder figurativen Elementes innerhalb eines Gemäldes oder Kunstwerks.
Johann Wolfgang Goethe führt den Motivbegriff als kunstkritische Kategorie im Bereich der Literatur ein, der sowohl strukturelle Momente, wie die Funktion des Motivs für den Aufbau eines literarischen Werkes bzw. Textes, als auch ein grundlegendes anthropologisches Interesse im Hinblick auf das „Phänomen des Menschengeistes“ berührt.
Darauf aufbauend verwenden die Brüder Grimm den Begriff des Motivs ebenso in der literaturwissenschaftlichen Forschung und Analyse; ab Mitte des 19. Jahrhunderts wird in der Literaturwissenschaft der Forschungszweig der Motivgeschichte begründet. Der Motivbegriff findet hier auf zwei unterschiedlichen Ebenen Verwendung: einerseits im Hinblick auf die immanente Strukturanalyse von Texten, andererseits aber ebenso im Hinblick auf die intertextuellen Bezüge.

## Abgrenzung
Während sich das Motiv nach oben von dem Stoff abgrenzt, in dessen Konkretisierung es nur einen Baustein bildet, grenzt es sich nach unten hin von dem allgemeiner und beliebiger gefassten Thema oder, sofern dies auf Figuren bezogen ist, dem Typus, aber auch dem anschaulich gehaltenen Symbol oder Bild ab.
Im Gegensatz zum Stoff weist das Motiv weder eine Handlungskontinuität noch eine Fixierung an bestimmte Personen auf und enthält auch keinen erzählbaren inhaltlichen Verlauf. Vom Thema, das grundsätzlich durch größere Abstraktheit gekennzeichnet ist, unterscheidet sich das Motiv im Allgemeinen dadurch, dass es konkretere Manifestationsformen aufweist.
In der deutschen literaturwissenschaftlichen Terminologie bezeichnet der Begriff des Motivs in der Regel die kleinste semantische Einheit, während der Stoff sich aus einer Kombination von Motiven zusammensetzt und das Thema sich auf die abstrakte Grundidee eines literarischen Werkes bezieht.
In der englischen und amerikanischen Literaturwissenschaft hat sich dagegen der Begriff motif neben dem allgemeineren Begriff theme durchgesetzt, der zugleich den Stoff, das Thema, die Idee bzw. den Gehalt eines literarischen Werkes mit einschließt.
Die Übergänge zwischen diesen Begriffen sind dementsprechend häufig fließend. Zwischen dem Thema der Eifersucht und dem Typus des eifersüchtigen Gatten und dem Motiv des Hahnreis oder betrogenen Ehemannes beispielsweise ist kaum eine Grenzlinie auszumachen. Fiele nun zudem das handlungsauslösende Momentum aus, das einem Motiv innewohnt, kann aber auf der anderen Seite ein Thema, wie das der Eifersucht, auch zu einem simplen (Charakter-)Zug zusammenschmelzen. Der Unterschied konstituiert sich hier vor allem aus Gewichtung und Funktion: Auch wenn also Hoffmanns Kater Murr in reichem Maße Züge des Hochmutes trägt, wird dieser Hochmut im Gegensatz zum Faust I hier nicht zum Motiv.
Vor allem in der Lyrik kann sich das Motiv dann aber bis an den Rand eines Bildes verkürzen, da die gedrängte Form des Gedichtes in sich besser zu Konzentration und Intertextualität geeignet ist. So wird der Topos des Brunnens der biblischen Vätergeschichten, der die Wasserstelle, einem locus amoenus ähnlich, zu einem Ort der Liebesgeschichten werden lässt, dann aber mit dem Verkauf Josephs auch die Bedeutungsnuance des Gefängnisses transportiert, in der Lyrik Celans ebenso wie Rilkes noch als Bild verstehbare Rose bereits zum Motiv.

## Gattungstypische Motive
Manche Motive sind typisch für bestimmte Literaturgattungen, in anderen treten sie nicht oder nur selten auf. So sind Nacht, Abschied oder Einsamkeit typische Motive in der Lyrik, Verwandtenmord und feindliche Brüder treten vorwiegend im Drama auf, Lenore und die Erscheinung des verstorben geglaubten Geliebten sind typische Balladenmotive, während die Ringprobe typisch für Märchen ist (zum Beispiel Allerleirauh).

## Rand- / Nebenmotiv
Neben dem Zentralmotiv (auch: Kernmotiv oder Hauptmotiv), das den Text durchzieht, kennt die Literatur auch das der Dramatik entnommene Randmotiv (auch: Nebenmotiv oder Füllmotiv), das eine ausschmückende Funktion hat. So findet sich mit den Figuren der Melusine und der Armgard in Theodor Fontanes Der Stechlin beispielsweise das Motiv der ungleichen Geschwister, das aber keine zentrale Funktion in der Anlage des Romans einnimmt. Durch den wenigen Raum, der den Nebenmotiven zur Entfaltung eingeräumt werden kann, ist der kulturelle oder intertextuelle Rückgriff auf einen Fundus von schon überlieferten Motiven umso deutlicher nötig.
Um in seiner Universalität verständlich zu sein, muss sich das Motiv also auf eine Form des kollektiven Gedächtnisses beziehen, in dem es zu seiner Allgemeinverständlichkeit aufbewahrt ist. Es ist somit auch das kleinste Element der Erzählung, das „die Kraft hat, sich in der Überlieferung zu erhalten“. Die Motivgeschichte widmet sich der Erforschung der Entstehung und Entwicklung einer solchen Überlieferung eines Motives.

## Das „blinde Motiv“
Misslingt die Setzung eines (Neben-)Motives und behindert den Fluss des Textes oder der Handlung oder wird ein Motiv gesetzt, das mit einem anderen in Widerspruch gerät, nennt man dies auch ein blindes Motiv. Ein blindes Motiv ist also ein „[…] ablenkendes, für den Handlungsablauf irrelevantes Motiv“. Eine psychoanalytische Interpretation der Motive (und nicht des umgangssprachlichen ›Motivs‹ im Sinne eines psychologisierten Beweggrundes) liefern Sperber und Spitzer wie auch Körner. Die hier vorgenommene Verengung auf eine „allgemeine menschliche Grundsituation“ versucht eine einengende Kategorisierung, die dann einen interdisziplinären und kulturgeschichtlichen Vergleich erleichtert und so den Jungschen Archetypen nahekommt.

## Das Leitmotiv
Hat das Motiv einen vordringlichen Einfluss auf den Text, sei es durch einen ordnenden Eingriff oder durch alleinige systematische Wiederholung, wird es auch Leitmotiv genannt. Der genaue ästhetische Aufbau des terminologisch aus der Musik entlehnten Leitmotivs ist dabei strittig. Während „formelhaft wiederkehrende bestimmte Wortfolgen“ als nicht ausreichend angesehen werden, um von einem Leitmotiv zu reden, scheint die Forderung, dass ein „dichtes symbolisches Motivgewebe als Einheit stiftendes Prinzip“ anzustreben sei, ebenso überfordernd wie quantitativ-unpräzise zu sein. Zumeist haben Leitmotive jedoch die Funktion, die Stimmung vorangegangener Situationen wieder anklingen zu lassen. Sie dienen ebenso der anschaulichen Strukturierung des Textes sowie der symbolischen Vertiefung und stellen teilweise eine Art von emotionalem Gedächtnis im literarischen Text dar.